# Vernis (peinture)
Pour les articles homonymes, voir Vernis.
 (juillet 2017).
Si vous disposez d'ouvrages ou d'articles de référence ou si vous connaissez des sites web de qualité traitant du thème abordé ici, merci de compléter l'article en donnant les références utiles à sa vérifiabilité et en les liant à la section « Notes et références ».

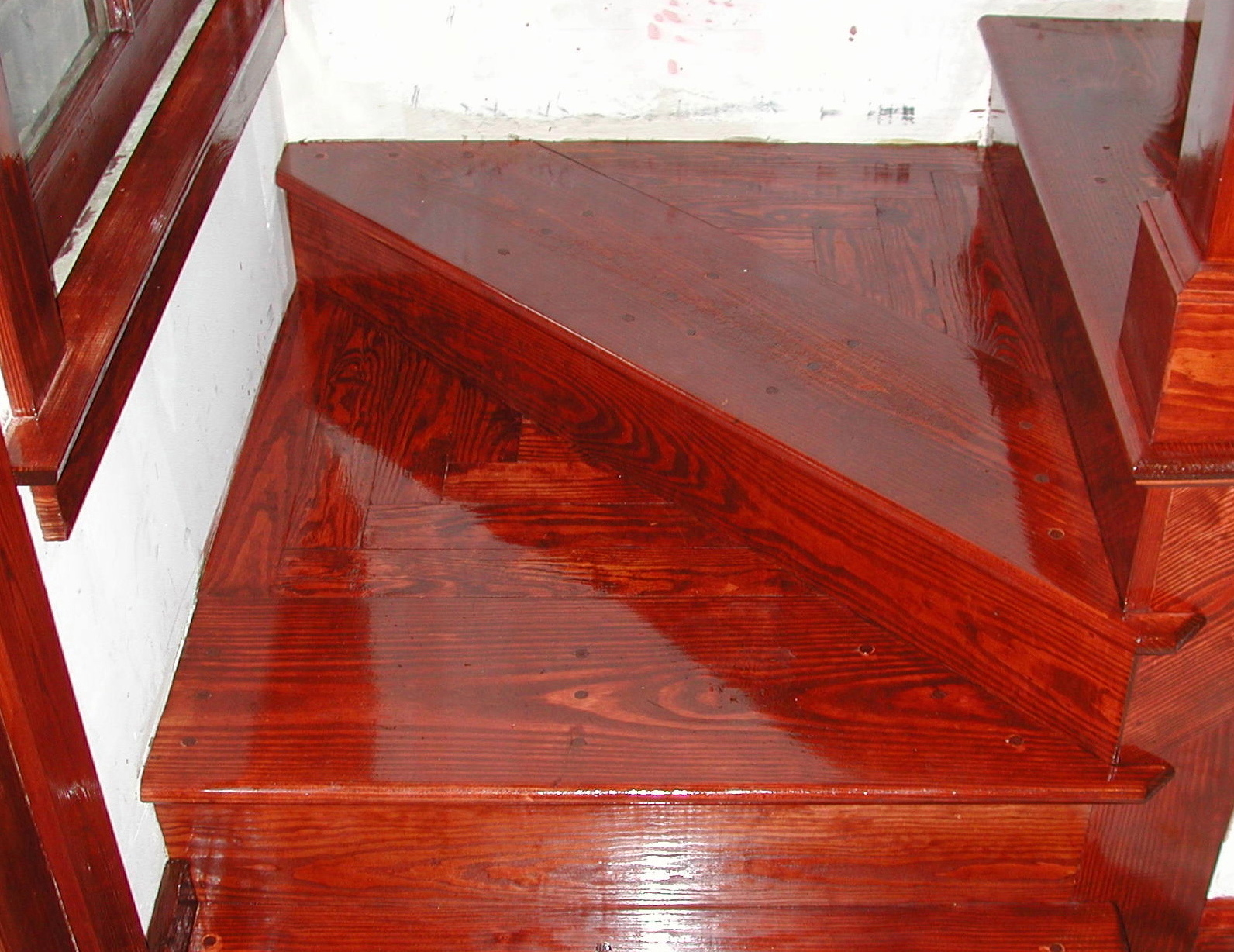
Escalier verni.

Un vernis est un liquide plus ou moins visqueux, à base d'une résine naturelle (vernis traditionnels) ou synthétique (vernis modernes) en solution ou dispersion dans une essence végétale ou minérale. Les caractéristiques de transparence, de brillance et de résistance varient en fonction de la résine utilisée. Il est appliqué sur la surface (tableau) à des fins esthétiques (brillance, matité) et/ou protectrices (poussières, pollution, ultraviolet) afin de former un film solide et incolore.
Un vernis est applicable au pinceau large (spalter) ou directement lorsqu'il se présente en aérosol.  Selon le médium utilisé pour le tableau (peinture à l'huile, acrylique) et le support (toile, bois, papier), des vernis différents seront utilisés.

## Composition
Le vernis est constitué de plusieurs ingrédients :
- une résine : naturelle (copal, mastic, Dammar) ou synthétique (acrylique, cétonique, polyuréthane)
- un solvant : essence végétale (essence de térébenthine, éthanol) ou minérale (de pétrole), nécessaire à la dilution du vernis et à sa consistance fluide
- un adjuvant éventuel : agent matifiant (cire d'abeille ou silice colloïdale), agents absorbant les ultra-violets.

## Résines

### Résines naturelles
Elles sont utilisées depuis très longtemps et réservées aux vernis pour la peinture à l'huile. 
- Les résines tendres (mastic, Dammar) donnent des vernis dits 'maigres'. Ils sont facilement réversibles mais accusés de jaunir sous l'action de la lumière et de craqueler.
- Les résines dures (copal, ambre) donnent des vernis dits 'durs'. Ils sont résistants au vieillissement et aux solvants mais ont tendance à se colorer avec le temps.

### Résines synthétiques
Elles sont d'utilisation récente et conviennent à la fois aux peintures à l'huile et à l'acrylique. 
Acrylique ou cétonique  (cyclohexanone), elles sont dérivées des hydrocarbures et s'apparentent aux résines tendres sans pour autant égaler leur profondeur et leur éclat. Elles sont en revanche incolores, sans que leur garantie dans le temps soit totalement assurée.

## Caractéristiques essentielles
Un vernis doit posséder plusieurs propriétés  :
- être transparent, qu'il soit incolore (résine acrylique), doré (mastic, Dammar) ou ambré (ambre, copal)
- avoir une belle consistance, à la fois fluide et épaisse, afin de faciliter son application sur tout type de support de peinture (toile, bois, papier)
- être réversible, afin de pouvoir être nettoyé, voire remplacé s'il jaunit ou s'encrasse, ceci sans abimer la couche de peinture sous-jacente

## Utilisations
- Peinture à l'huile : on pose d'abord un vernis provisoire (vernis à retoucher) puis un vernis final (ou vernis à tableau). Le premier est plus léger que le second. L'œuvre devra être parfaitement sèche (siccativée) avant qu'un vernis ne lui soit appliqué (6 mois à 1 an).
- Peinture acrylique : les œuvres sont vernies avec des vernis acryliques (appelés vernis mixtes huile/acrylique ou universels). Un vernis acrylique désigne non pas un vernis pour une peinture acrylique mais un vernis à base de résine acrylique (valable pour l'huile et l'acrylique)
- Œuvres sur papier (aquarelle, gouache) : jusqu'à maintenant laissées telles quelles et mises sous verre, les œuvres sur papier peuvent aujourd'hui être vernies à l'aide de vernis acryliques ou polyuréthanes. Le procédé est toutefois très délicat.